# 대한트라이애슬론경기연맹
'대한철인3종협회는 트라이애슬론 경기를 통한 국민체력 향상 및 우수한 경기지도자 양성으로 국위선양과국민체육 발전에 기여할 목적으로 2000년 12월 28일 설립된 대한민국 문화체육관광부 소관의 사단법인이다. 사무실은 서울특별시 송파구 오륜동 88 올림픽회관에 있다.

## 주요 사업
- 트라이애슬론의 기본방침의 결정
- 회원단체의 지도 및 지원
- 트라이애슬론 경기대회의 개최 및 주관
- 트라이애슬론 경기기술에 관한 연구와 설치 관리